# Серрильос (Боливия)
 Серрильос  (исп.  Cerrillos ) — населенный пункт в кантоне Сан-Пабло-де-Липес провинции Суд-Липес департамента Потоси в Боливии.

## Географическое положение
Находится на высоте 4124 метра в центре боливийского Альтиплано между Андами. Рядом протекает река Рио-Гранде-де-Липес.

## Общие сведения
Серрильос является вторым по величине населенным пунктом в кантоне Сан-Пабло-де-Липес. Трудно поверить, что в столь удаленном от цивилизации месте может кто-то жить, тем не менее, здесь проживает несколько сотен человек. Обитатели посёлка, в основном, занимаются тем, что держат стада альпака. В Серильосе делает остановку туристический транспорт, следующий по маршруту Туписа – Салар-де-Уюни. Для местных жителей это единственная связь с большой землей, возможность получить товары первой необходимости, а для туристов – повод ознакомится с традициями и бытом местных жителей.

## Климатические условия
Климат – семиаридный. Среднегодовая температура – 5,5 градусов по Цельсию. Сухо, но между октябрем и ноябрем иногда выпадают осадки.